# Вольфґанґ Шнайдерхан
Вольфґанґ Едуард Шнайдерхан (нім. Wolfgang Eduard Schneiderhan; 28 травня 1915 — 18 травня 2002) — австрійський скрипаль.

## Біографія
Навчався у Отакара Шевчика в м. Пісек, потім у Юліуса Вінклера у Відні. У віці 10 років вперше виступив публічно з творами Баха. У наступному році дебютував в Копенгагені, виконавши Концерт для скрипки з оркестром Фелікса Мендельсона. З 1929 року жив в Англії, де виступав, зокрема, разом з Федором Шаляпіним, Яном Кепура і Полем Робсоном. Повернувшись до Австрії, в 1933—1937 рр. був першим концертмейстером Віденського симфонічного оркестру, а потім в 1937—1951 рр. — Віденського філармонічного оркестру. Одночасно продовжував виступати як соліст, в 1947 р вперше в Відні виконав скрипковий концерт Едварда Елґара. Після смерті Георга Куленкампфа в 1948 році замінив його в складі фортеп'янного тріо з Едвіном Фішером і Енріко Майнарді. У вересні 1952 р. записав для студії Deutsche Grammophon всі десять скрипкових сонат Бетовена з Вільгельмом Кемпфом. У 1956 році разом з Рудольфом Баумгартнером заснував Струнний оркестр Люцернського фестивалю. Дружив із Карлом Амадеусом Гартманом і 1959 року став першим виконавцем другої редакції його Жалобного концерту. Викладав в Зальцбурзі, Відні та Люцерні.

### Сім'я
У 1948 році одружився з австрійською сопрано Ірмгард Зефрід, з якою прожив у шлюбі до її смерті в 1988 році. Одна з них трьох дочок — акторка Мона Зефрід. Його племінник, теж Вольфґанґ Шнайдерхан, був начальником штабу німецького Бундесверу з 2002 по 2009 рік.